# Lost in the Fire
"Lost in the Fire" é uma canção do DJ francês Gesaffelstein e do cantor canadense The Weeknd. A faixa foi lançada em 11 de janeiro de 2019 como o segundo single do segundo álbum de estúdio de Gesaffelstein, Hyperion (2019). Jason "DaHeala" Quenneville ajudou os artistas a compor e produzir a canção, com textos adicionais de Ahmad "Belly" Balshe e Nate Donmoyer.

## Antecedentes e lançamento
Alguns meses após suas duas colaborações com The Weeknd, nas faixas "I Was Never There" e "Hurt You", do EP de 2018 do artista, My Dear Melancholy,, Gesaffelstein lançou o single "Reset", de seu segundo álbum de estúdio Hyperion. Após o lançamento do single em novembro de 2018, ambos os artistas coincidentemente começaram a soltar teasers sobre seus próximos projetos para os fãs, com The Weeknd compartilhando várias fotos de si mesmo trabalhando em estúdio em suas mídias sociais, e Gesaffelstein compartilhando imagens de possíveis capas de Hyperion em outdoors e em suas mídias sociais. Uma semana depois do Ano Novo de 2019, tanto Gesaffelstein quanto The Weeknd anunciaram um single colaborativo intitulado "Lost in the Fire", com ambos os artistas postando mais fotos do videoclipe da canção até o lançamento da mesma, em 11 de janeiro de 2019.

## Letra e controvérsias
Charles Holmes, da revista Rolling Stone, descreveu a letra da canção como sendo aquele tipo de "canção direta de Weeknd, permeando o limite entre amor épico e luxúria neurótica, como ele costuma fazer". Ele também menciona como, na canção, Tesfaye está sofrendo a perda de um parceira em um verso, enquanto no outro ele está prometendo satisfazer sexualmente sua parceira. Especula-se que uma das mulheres referidas na canção seja sua atual namorada, a modelo Bella Hadid. Os versos "And I just want a baby with the right one/’Cause I could never be the one to hide one" ("E eu só quero um bebê com a certa/Pois eu nunca seria o tipo que esconde um filho") foram percebidas por Holmes como sendo uma crítica ao cantor Drake, no que diz respeito à revelação controversa de que ele tem um filho, ocorrida como resultado da briga em letras de canções de rap entre ele e o rapper Pusha T. Outros autores também viram a possibilidade dos versos serem uma crítica a Drake.
A segunda estrofe da canção, com os versos "You said you might be into girls, said you're going through a phase/Keeping your heart safe/Well, baby, you can bring a friend/She can ride on top your face/While I fuck you straight" ("Você disse que talvez goste de meninas, disse que está passando por uma fase/Mantendo seu coração seguro/Bem, baby, você pode trazer uma amiga/Ela pode cavalgar na sua cara/Enquanto eu te fodo até virar hétero"), também causaram controvérsia. Os versos foram chamados de homofóbicos e misóginos, e foram acusados por alguns de fetichizar a bissexualidade e perpetuar a falácia de que uma pessoa pode "virar hétero".

## Videoclipes
Após ser lançado um teaser de 11 segundos em 7 de janeiro de 2019, dois videoclipes foram lançados, juntamento como single, em 11 de janeiro de 2019. O primeiro dos dois foi um vídeo vertical, exclusivo do Spotify, o qual, após o lançamento da canção, chegou ao topo da lista de reprodução da plataforma, 'Today's Top Hits'. O segundo dos dois foi o videoclipe oficial do single, o qual fora dirigido por Manu Cossu e lançado no canal do YouTube de Gesaffelstein, como o teaser anteriormente mencionado. Ele apresenta The Weeknd realizando vários movimentos de dança e poses ao longo de cenas acompanhadas por um fundo escuro com Gesaffelstein em pé parado ao lado dele. Os críticos notaram o vídeo como sendo escuro e elegante. O vídeo vertical da canção foi posteriormente disponibilizado no canal de Gesaffelstein no YouTube em 11 de fevereiro de 2019.

## Histórico de lançamento
| Região         | Data de lançamento    | Formato(s)                       | Gravadora | Ref.   |
| -------------- | --------------------- | -------------------------------- | --------- | ------ |
| Estados Unidos | 11 de janeiro de 2019 | Download digital streaming       | Columbia  | [ 13 ] |
| Estados Unidos | 14 de janeiro de 2019 | Rádios hot adulto-contemporâneas | Columbia  | [ 14 ] |
| Estados Unidos | 15 de janeiro de 2019 | Rádios mainstream                | Columbia  | [ 15 ] |
| Estados Unidos | 22 de janeiro de 2019 | Rádios dance                     | Columbia  | [ 16 ] |